# Sigrún Edda Björnsdóttir
Sigrún Edda Björnsdóttir (* 30. August 1958 in Reykjavík) ist eine isländische Schauspielerin.

## Leben und Karriere
Sigrún Edda Björnsdóttir wurde am 30. August 1958 in Reykjavík geboren. Sie ist die Tochter der Schauspielerin  Guðrún Ásmundsdóttir und des Flugmechanikers Björn Björnsson. Sie absolvierte die damalige Isländische Schauspielschule (Leiklistarskóla Íslands). Sie spielte in zahlreichen Produktionen für das Isländische Nationaltheater und andere Theater. Ihr Filmdebüt gab sie 1977 in dem Film Morðsaga. Sigrún Edda ist mit Axel Hallkell Jóhannesson verheiratet und hat zwei Kinder.
2013 bekam sie eine Rolle in Metalhead. Von 2015 bis 2016 war Sigrún Edda in der Serie Trapped – Gefangen in Island zu sehen. Anschließend spielte sie 2020 in dem Film Gullregn die Hauptrolle. Ihr Schaffen für Film und Fernsehen umfasst rund 20 Produktionen. Sie wurde dreimal mit dem Mask Award ausgezeichnet.

## Filmografie
Filme
- 1977: Morðsaga
- 1980: Óðal feðranna
- 1984: Atómstöðin
- 1995: Einkalíf
- 2012: Svartur á leik
- 2013: Metalhead
- 2014: Afinn
- 2020: Gullregn

Serien
- 1985: Fastir liðir eins og venjulega
- 2010: Réttur
- 2015–2016: Trapped – Gefangen in Island
- 2017: Fangar